# غيشي (أصفهان)
غيشي هي قرية في مقاطعة أصفهان، إيران. يقدر عدد سكانها بـ 874 نسمة بحسب إحصاء 2016.